# 葡萄孢菌乌尔米耶病毒科
葡萄孢菌乌尔米耶病毒科（学名：Botourmiaviridae）为类乌尔米耶病毒目的一个科。

## 下级分类
本科包括以下属：
- Botoulivirus
- Magoulivirus
- 乌尔米耶病毒属 Ourmiavirus
- Penoulivirus
- Rhizoulivirus
- Scleroulivirus